# Oxadiargyl
Oxadiargyl ist ein Wirkstoff zum Pflanzenschutz und eine chemische Verbindung aus der Gruppe der Oxadiazole. Es ist ein Propargyl-Analogon von Oxadiazon.

## Gewinnung und Darstellung
Oxadiargyl wird ausgehend von einem passend substituierten Derivat des Phenylhydrazins gewonnen. Dieses wird zunächst mit Pivaloylchlorid umgesetzt, wodurch unter anderem die tert-Butylgruppe eingeführt wird. Der Ringschluss erfolgt durch Reaktion mit Phosgen.

## Eigenschaften
Oxadiargyl ist ein weißer bis gelblicher Feststoff. Er zersetzt sich bei Erhitzung vor dem Erreichen des Siedepunktes.

## Verwendung
Oxadiargyl wird als Wirkstoff in Pflanzenschutzmitteln verwendet. Es dient als Herbizid und wurde zuerst 1996 in Südamerika zugelassen. Es wird vor allem bei Reis und Sonnenblumen eingesetzt und wirkt durch Hemmung der Protoporphyrinogen-Oxidase (PPO).

## Zulassung
Oxadiargyl wurde 2003 von der Europäischen Union in die Liste der zugelassenen Wirkstoffe aufgenommen, allerdings lief die Zulassung am 31. März 2014 aus. In Deutschland, Österreich und der Schweiz sind keine Pflanzenschutzmittel-Produkte mit Oxadiargyl zugelassen.